# Antoine-Clériade de Choiseul-Beaupré
Pour les autres membres de la famille, voir Famille de Choiseul.
Pour les articles homonymes, voir Beaupré.
Ne doit pas être confondu avec Antoine-Clériadus de Choiseul-Beaupré.
Antoine-Clériade de Choiseul-Beaupré (29 septembre 1706 - 7 janvier 1774), plus connu sous le nom de cardinal de Choiseul, est un ecclésiastique français.

## Biographie
Antoine-Clériade de Choiseul-Beaupré est né le 29 septembre 1706 au château de Daillecourt.
Fils cadet d'Antoine-Clériadus de Choiseul-Beaupré (1664-1726) et d'Anne Françoise Barrillon de Morangis (1676-1745), il est le frère de Claude-Antoine de Choiseul-Beaupré (1697-1763), Comte-Evêque de Châlons-en-Champagne.
Docteur en théologie de la faculté de Paris, chanoine, grand archidiacre et vicaire général de Mende en 1733, il devient aumônier du roi en 1736.
Nommé  primat de l'église primatiale de Lorraine au mois de juillet 1742, il devient grand aumônier du roi de Pologne, duc de Lorraine et de Bar la même année. Nommé archevêque de Besançon le 17 mars 1755, il est sacré le 25 mai de la même année.
Primat de Lorraine, il est créé cardinal le 23 novembre 1761 par Clément XIII lors de la première promotion des couronnes.
Il meurt le 7 janvier 1774, à l'âge de 66 ans.

## Origines
Il est le fils d'Antoine-Clériadus, comte de Choiseul, marquis de Beaupré, seigneur de Daillecourt (1664–1726), lieutenant-général et d'Anne de Barillon de Morangis, qui eurent trois enfants :
- Claude-Antoine de Choiseul-Beaupré (1697–1763), évêque-comte de Châlons
- Charles-Marie, marquis de Choiseul-Beaupré (1698–1768), marié en 1728 à Anne-Marie de Bassompierre
- Antoine-Clériade de Choiseul-Beaupré, abbé de Beaupré (1706–1774), archevêque de Besançon 1754, cardinal